# Curt Sjöberg
Curt Josef Sjöberg (Stockholm, 26 januari 1897 - Stockholm, 12 april 1948) was een Zweedse turner en schoonspringer. 
Sjöberg won de gouden medaille in de landenwedstrijd Zweeds systeem bij het turnen tijdens de Olympische Zomerspelen 1920.
Vier jaar later nam Sjöberg tijdens de Olympische Zomerspelen 1924 deel aan het schoonspringen en eindigde als zevende van de 3 meter plank.

## Resultaten

### Schoonspringen op de Olympische Zomerspelen
| Jaar | Plaats    | Resultaten                   |
| ---- | --------- | ---------------------------- |
| 1924 | Parijs    | 7e van de 3m plank           |
| 1928 | Amsterdam | kwalificatie van de 3m plank |

### Turnen op de Olympische Zomerspelen
| Jaar | Plaats    | Resultaten                           |
| ---- | --------- | ------------------------------------ |
| 1920 | Antwerpen | in de landenwedstrijd Zweeds systeem |